# Cosautlán de Carvajal (municipalité)
La municipalité de Cosautlán de Carvajal est l'une des 212 municipalités de l'État de Veracruz, et est située dans la partie centrale de cet État. Située à l'ouest du golfe du Mexique, la municipalité est assise sur les contreforts de la Sierra Madre orientale, et appartient à la partie nord du bassin versant du fleuve Río Antigua. Son chef-lieu est la ville éponyme de Cosautlán de Carvajal. Elle dépend de la région administrative de Capital, qui est une des 10 subdivisions administratives de l'État de Veracruz, et qui comprend sa capitale étatique, Xalapa.

## Géographie
La municipalité de Cosautlán de Carvajal s'étend d'ouest en est dans la partie nord du bassin versant du fleuve Río Antigua, localement nommé Río los Pescadores, qui forme sa limite sud-est, tandis que l'un de ses affluents, le Río Huitzilapan, prolonge brièvement cette limite vers l'ouest. Elle est traversée au nord-est par le Río el Chico, puis plus au nord par le Río Comolapa, puis son affluent le Xilontla. Tous deux forment brièvement sa limite nord. Assise sur le piémonts du massif de la Sierra Madre orientale, l'altitude de la municipalité oscille entre 600 et 1500 mètres. Son chef-lieu, la ville éponyme de Cosautlán de Carvajal, se trouve dans la partie ouest de son territoire. Ce territoire couvre une superficie de 76,6 km2, et était peuplé en 2020 de 16 167 habitants, pour une densité de 211,1 habitants par km2.
Cette municipalité est limitrophe au nord de celles de Teocelo et de Ayahualulco, à l'ouest de celle de Ixhuacán de los Reyes, et au sud-est de celle Tlaltetela.

## Composition et démographie
La municipalité était composée en 2020 de 29 localités, dont une seule état considérée comme urbaine, les autres étant rurales.
| Localité              | Population |
| --------------------- | ---------- |
| Cosautlán de Carvajal | 4768       |
| Limones               | 2369       |
| Piedra Parada         | 1474       |
| San Miguel Tlapéxcatl | 1098       |
| Emiliano Zapata       | 1094       |
| Reste des localités   | 5364       |
| Total population      | 16 167     |

En plus de l'espagnol, plusieurs langues amérindiennes sont parlées dans la municipalité, dont les principales sont par ordre d'importance : le nahuatl, et une langue non spécifiée.

## Histoire
Au XVIe siècle, la localité de San Martín Cosautlán dépendait d'Ixhuacán.
En 1950, la municipalité prend le nom de Cosautlán de Carvajal, en l'honneur d'Ángel Carvajal Bernal (es), homme politique mexicain, gouverneur de l'État de Veracruz entre 1948 et 1950.

## Économie

### Agriculture et élevage
La superficie des parcelles semées représentait en 2021 une surface totale de 4024,5 hectares, parmi lesquels 3690 hectares étaient voués à la culture du caféier, 130,5 hectares étaient voués à la culture de la canne à sucre, et 112 hectares étaient voués à celle du maïs.
En 2021, la production de viande par tonnes comprenait 184,1 tonnes de viande bovine, 252,6 tonnes de viande porcine, 12,7 tonnes de viande ovine, 12,3 tonnes de viande caprine, 248,4 tonnes de volailles, et 2,3 tonnes de dinde. La superficie vouée à l'élevage représentait alors 626 hectares.